# Kriva Palanka
Kriva Palanka (kyrillisch Крива Паланка; albanisch Kriva Pallanka, indefinit Kriva Pallankë; türkisch Eğri Dere) ist eine Stadt in Nordmazedonien. Sie befindet sich am Fuße des Osogowo-Gebirges in der gleichnamigen Gemeinde Kriva Palanka. Kriva Palanka liegt im Nordosten des Landes, am paneuropäischen Korridor Nr. 8 und der Europastraße 871, rund zehn Kilometer von der nordmazedonisch-bulgarischen Grenze (Deve Bair) entfernt. Die Stadt zählt 14.558 Einwohner und ist der Sitz der Provinz Kriva Palanka, die nahezu 21.000 Einwohner verzeichnet.

## Geographie und Klima
Die Stadt Kriva Palanka liegt 680 m über dem Meeresspiegel und hat aufgrund der geographischen Lage ein gemäßigtes kontinentales Klima mit mehr als 200 Sonnentagen pro Jahr. Die jährliche Durchschnittstemperatur beträgt 10,2 °C. Der wärmste Monat ist der Juli mit einem Mittelwert von 20,0 °C. Kältester Monat ist der Januar mit durchschnittlich −0,3 °C. Die durchschnittliche Jahrestemperatur beträgt 20,3 °C.
Im Vergleich zu den umliegenden Gebieten bekommt Kriva Palanka erhebliche Regenfälle. Der erste Schnee fällt üblicherweise um den 30. November. Die Bereiche der Region Kriva Palanka, die 1700 Meter über dem Meeresspiegel liegen werden vom Gebirgsklima beeinflusst und verzeichnen recht niedrige Jahresmitteltemperaturen. Die Gipfel der Berge Ruen und Carev Vrv (Царев Врв) sind von Oktober bis Anfang Juni schneebedeckt.

## Etymologie
Der Name der Stadt leitet sich von dem gekrümmten Flussbett des Flusses Kriva ab. In der Mitte der Stadt fließt der rauschende Gebirgsfluss Duračka Reka in den Fluss Reka Kriva.
Der ursprüngliche Name von Kriva Palanka war türkisch Eğri Dere, was „Gekrümmter Fluss“ bedeutet. In älteren, vor allem bulgarischen Literaturquellen ist der Name Kriworetschna palanka (bulgarisch Криворечна паланка), eine Ableitung vom Türkischen Eğri Dere, überliefert.

## Geschichte
Die heutige Stadt gehört zu den jüngsten Städten Nordmazedoniens. Sie wurde während der osmanischen Herrschaft vom Wesir Bajram Paşa gegründet. Diese Gründung anno 1633 bezeugt eine Steinplatte mit arabischen Schriftzeichen am Eingang der ehemaligen Festung (Kale) von Kriva Palanka. Diese Steinplatte befindet sich heute im Museum von Skopje. Im Burgfried wurde eine osmanische Garnison einquartiert, die die Sicherheit der vorbeiziehenden Karawanen aus Skopje, Thessaloniki und Dubrovnik nach Kjustendil und Sofia gegenüber Hajduten gewährleisten sollte. Um die Burg entstand eine Karawanserei und Handwerker siedelten sich an. Bereits im Jahre 1661 beschrieb der osmanische Schriftsteller Evliya Çelebi in seinem Reisebuch Kriva Palanka als eine Stadt mit etwa 800 Haushalten. Im Jahre 1689 organisierten die Menschen ausgehend von Kriva Palanka den Karposch-Aufstand.

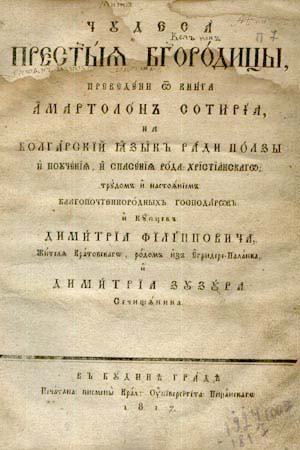
Titelseite des Buches von Joakim Krčovski: Die Wunder der Heiligen Maria, übersetzt von Amartolon Soteria ins Bulgarische

Im 19. Jahrhundert gelangten Händler und Handwerker aus Kriva Palanka zu einem relativen Wohlstand. Auch die Bergbau-Tradition aus dem 12. Jahrhundert wurde erneuert und die Eisenminen wiedereröffnet. Während der Bulgarischen Wiedergeburt, wirkte hier der Aufklärer Joakim Krčovski, der das nah gelegene gleichnamige Kloster neubegründete. 1833 wurde die Bulgarische Kirchengemeinde von Palanka gegründet, welche in der Stadt eine Kirche errichtete und eine dazugehörige Klosterschule eröffnete. 1859 besuchten amerikanische Missionare die Stadt und berichteten, dass die Stadt rund 3.000 Einwohner hatte und der Großteil von ihnen Bulgaren sei.
Als nach dem Russische-Osmanischen Krieg von 1877/78 Bulgarien befreit wurde, geriet Kriva Palanka zur neuen osmanisch-bulgarischen Grenzregion. Die Berge in der Nähe wurden in der Folge als Einmarschgebiet in Makedonien der Einheiten (Tscheta) Bulgarischer Organisationen wie OMAK oder IMORO genutzt.
Laut dem bulgarischen Ethnographen Wassil Kantschow zählte Kriva Palanka 1900 um die 1.500 bulgarische, 2.500 türkische, 20 walachische und 320 romanische Einwohner. Um 1905 existierten für die Bulgaren in Kriva Palanka eine Grundschule und ein Progymnasium. Als nach der Revolution der Jungtürken die osmanische Obrigkeit 1910 in der Region die Waffen der IMORO einsammelte, wurden die Mitglieder der bulgarischen Kirchengemeinde verhaftet sowie die bulgarische Kirche und Schulen in der Stadt geschlossen.

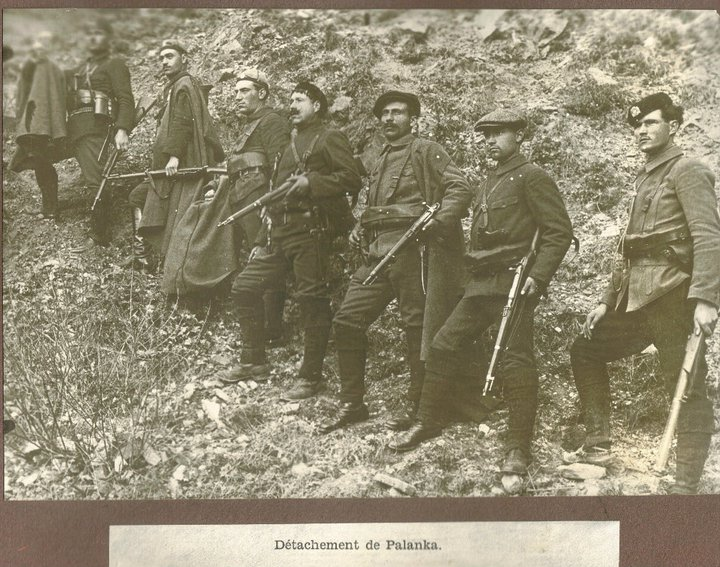
Die Tscheta der IMORO aus Kriva Palanka, 1920

Während des Balkankrieges 1912 wurde Kriva Palanka durch das Königreich Serbien besetzt und eine serbische Schule im ehemaligen Gebäude der bulgarischen Schule wurde eröffnet. Im Ersten Weltkrieg wurde Kriva Palanka von 1915 bis 1918 durch Bulgarien besetzt und die Verwaltung der Region der IMORO unterstellt. Nach dem Krieg wurde Kriva Palanka dem Königreich Jugoslawien zugesprochen und erneut Einmarschgebiet bewaffneter Einheiten aus Bulgarien. Die unsichere Lage und katastrophale Lebensbedingungen führten zwischen den beiden Weltkriegen zu einem wirtschaftlichen Niedergang und eine Auswanderungswelle ins benachbarte Bulgarien, aber auch in die Vereinigten Staaten und Südamerika. Im Zweiten Weltkrieg wurde Skopje von 1941 bis 1944 erneut von bulgarischen Soldaten besetzt die Verwaltung der Kämpfer der VMRO übergeben. In dieser Zeit funktionierten eine Teppichfabrik und eine Fabrik für Handtaschen. Nach dem Krieg wurde die Stadt Teil der neuen Sozialistischen Republik Mazedonien (kurz SRM), die eine Teilrepublik des kommunistischen Jugoslawiens stellte.
In der SRM wurden eine Stadtbibliothek, ein Kino und ein Kulturzentrum errichtet ebenso ein medizinisches Zentrum und neue Schulen. Es entstanden Fabriken für Textil- und Teppichherstellung, Forstwirtschaft, Bergbau und landwirtschaftliche Genossenschaften. Ferner wurde daran gearbeitet, die komplette Infrastruktur und die Lebensbedingungen zu verbessern, Wassersysteme wurden konstruiert, neue Straßen und Gebäude erbaut. Dennoch geriet die Region ins Abseits, da während des Kalten Krieges die naheliegende jugoslawisch-bulgarische Grenze zu einer nicht überwindbaren Barriere ausgebaut worden war und zur Unterbrechung der traditionell engen Beziehungen mit dem östlichen Nachbar führte.
Nach der Auflösung Jugoslawiens wurde Kriva Palanka Teil von Nordmazedonien. In der Folge wurden die lokalen Strukturen reformiert und die Stadt erhielt eine pluralistische, kommunale Ordnung.

## Bevölkerung
Die Bevölkerungsgruppen bestehen in der Mehrheit aus Mazedoniern sowie anderen Minderheiten. Viele Familien bekommen mehr als vier Kinder, deshalb nimmt die Bevölkerungszahl zu.

## Religion
Die Bevölkerung von Kriva Palanka hat meist den orthodoxen Glauben. Davon zeugen viele Kirchen und Klöster, die in der Stadt und Region angesiedelt sind. Kriva Palanka besitzt eine der schönsten Klosteranlagen Nordmazedoniens, das Kloster Sv. Joakim Osogovski.

## Kultur
Seit 1987 findet jährlich zwischen dem 5. September und dem 20. September ein internationales Künstlertreffen „International Art Colony St. Joakim Osogovski“ in der Künstlerkolonie der Klosteranlage Kloster Sv. Joakim Osogovski statt. Hierzu lädt der Rat der Kolonie ausgewählte nationale und internationale Künstler ein, um an diesem Pleinair Symposium teilzunehmen.

### Städtepartnerschaften
Kriva Palanka listet folgende acht Partnerstädte auf:
| Stadt       | Land                       |
| ----------- | -------------------------- |
| Bansko      | Blagoewgrad, Bulgarien     |
| Dupniza     | Kjustendil, Bulgarien      |
| Lugoj       | Banat, Rumänien, seit 2011 |
| Mława       | Masowien, Polen            |
| Peretschyn  | Transkarpatien, Ukraine    |
| Sambreville | Wallonien, Belgien         |
| Svidník     | Prešovský Kraj, Slowakei   |
| Vršac       | Vojvodina, Serbien         |

## Wirtschaft
Die Landwirtschaft, vor allem Kulturkartoffel, in geringerem Maße auch Mais, Weizen, Gerste, Roggen und Hafer ist neben dem Bergbau von großer Bedeutung. Daneben gibt aber auch viele Sägewerke. Im Zentrum von Kriva Palanka gibt es auch Lebensmittelläden und einem Wochenmarkt sowie mehrere Geschäfte mit Kunsthandwerk.

## Söhne und Töchter der Stadt
- Vlado Bojovič (* 1952), slowenischer Handballspieler und -funktionär